# 倉橋隆行
倉橋 隆行（くらはし たかゆき、1958年9月25日 - ）は、日本の実業家。神奈川県横浜市生まれ。

## 人物概要
シー・エフ・ネッツグループの創業者で、株式会社シー・エフ・ネッツ代表取締役社長、有限会社シー・エフ・ビルマネジメント代表取締役社長、株式会社南青山建築工房代表取締役、その他、グループ会社の役員も兼務している。また、1996年には社団法人全国賃貸住宅経営協会神奈川連合会副会長を務めた。
全米不動産管理協会（IREM）が認定する不動産経営管理士（Certified Property Manager）資格を保有し、IREM JAPAN（旧JREM・国際CPM協会）の立ち上げメンバーとして活動を行ない2002年に会長を務め、2018年には、シー・エフ・ネッツはIREMからＡＭＯ（Accredited Management Organization ）の認定を受ける。
三浦市公募の下町・城ケ島地区活性化事業（第2事業）「昭和の漁師街復活活性化プロジェクト」で入選し、三浦市三崎地区の地域活性化に乗り出す。このことにより城ヶ島に「城ヶ島遊ヶ崎リゾート」（リゾートホテル＆レストラン）、「三崎港蔵」（和食）を出店し、2015年のミシュランガイドに掲載される。
美食家でも知られ、2014年に港区六本木に「六本木遊ヶ崎」という日本料理店、2016年には三崎港に「手打蕎麦葉山商店」をオーナーとなって出店している。※ただし2019年12月に「六本木遊ヶ崎」は鎌倉市大船に移転し、「鎌倉遊ヶ崎」として営業している。
1998年に「賃貸トラブル110番」（にじゅういち出版）が出版され、1999年に「ここが変だよ日本人」（TBS系）に外国人の不動産トラブル問題で出演し、その後「ジェネレーションジャングル」（日テレ系）などにも多数出演している。現在は「ここが知りたい不動産」（ジェイコム）と「大人の歩き方」（ジェイコム）に出演し、FMヨコハマでも「ここが知りたい不動産」の番組に出演している。
不動産投資や、相続問題、最近では成功哲学などに関する著作が多数あり、テレビやラジオ番組出演のほか関係団体の講演やハウスメーカー、地方自治体の講演なども全国的に行っている。(相続税も参照)

## 略歴
Y.C.A.（ヨコハマ.コンピューター.アカデミー）在学中、輸出関連会社を起こすも、ココム規制（COCOM=対共産圏輸出規制）により廃業。
- 1983年、某不動産仲介業者に就職。
- 1993年、「賃貸住宅仲介・管理の戦略・戦術と業務マニュアル」（環境企画）を執筆、出版される。
- 1994年、「賃貸建物管理におけるトラブル予防と処理百科」（環境企画）を執筆、出版される。
- 1996年、社団法人 全国賃貸住宅経営協会横浜南部支部支部長に就任し、翌年同協会の神奈川連合会の創設に伴い副会長に就任。※現在、横浜南支部は実在しない。
- 1999年、総合的な月貸し賃貸の運用会社である株式会社月極倶楽部を創立、代表取締役に就任。同時に某不動産仲介業者を退職。
- 2000年、資産運用管理会社である株式会社シー･エフ･ネッツを創立し、代表取締役に就任。
- 2000年、プロパティマネジメント会社、有限会社シー・エフビルマネジメントを創設し、代表取締役に就任。
- 2001年、JREM国際CPM協会副会長に就任。
- 2002年、JREM国際CPM協会会長に就任。（のちに同団体がIREM‐JAPANとしてIREM日本支部に認定される）
- 2003年4月、全米不動産管理協会(IREM）より、CPM（Certified Property Manager）の称号を取得。CPMとは不動産経営管理士という単なる資格のことである。日本で初めての公式試験受験による取得者となる[1]。
- 2012年、株式会社南青山建築工房代表取締役に就任。
- 2012年、日本テナントサービス株式会社設立に携わる。
- 2012年、三浦市公募の下町・城ケ島地区活性化事業（第2事業）「昭和の漁師街復活活性化プロジェクト」で入選。
- 2012年、澤田痴陶人美術館を三崎港にオープンし、館長に就任。
- 2013年、株式会社メガホールディングス設立に携わる。
- 2015年、三浦商工会議所議員に就任。
- 2015年　三崎港ラーメン　オープン
- 2016年　伊万里ちゃんぽん　有田本店オープン
- 2016年　伊万里ちゃんぽん　佐久店オープン
- 2018年、株式会社エリアコミュニケーションズをM&Aでグループ会社に吸収。
- 2019年、株式会社日本アルプスリゾート設立により社外取締役に就任
- 2019年、公益財団法人国策研究会理事に就任。
- 2020年、ミウラトラスト株式会社会長に就任
- 2022年、CFネッツグループ会長に就任
- 2022年、株式会社ペニンシュラヒルズ代表取締役に就任
- 2925年、一般財団法人不動産総合戦略協会理事長に就任
- 2025年、公益財団法人国策研究会常任理事に就任

## 主な実務
- 不動産投資から不動産全般の法律問題におけるコンサルティング業務
- 相続対策におけるコンサルティング業務
- 都市計画、建築プランニングなどのコンサルティング業務
- 地域活性化事業
- 不動産業者向けの経営コンサルティングやシステム開発
- 住宅新報社の不動産コンサルタント養成講座
- にじゅういち出版社の法務エキスパート養成講座等の専任講師
- 不動産コンサルタント養成塾倉橋塾塾長
- 不動産投資、不動産経営に付随するセミナー講師
- 収益物件の賃貸管理業務
- マンスリーマンション運営
- ビジネスホテル、リゾートホテル運営
- 国際留学施設インターナショナルコミュニティ青葉台寮の運営
- 賃貸管理システムの開発及び販売
- ホームページ制作、プロモーションビデオ制作

## 著作
- 『賃貸トラブル110番』<にじゅういち出版>、1998年
- 『プロが教えるアッと驚く不動産投資』<住宅新報社>、2000年
- 『これであなたも大家さん!』<週刊住宅新聞社>、2005年
- 『実践サラリーマン大家さん!-フツーの人がフツーに成功する不動産投資のノウハウ-』<週刊住宅新聞社>、2006年
- 『やっぱり不動産投資が一番!-バブル崩壊後も成長を続けた不動産投資の秘密とは?-』<週刊住宅新聞社>、2007年
- 『不動産投資、成功の方程式』朝日新書<朝日新聞社>、2009年、228頁。
- 『お金に困らない人生設計-住宅・教育・介護-』朝日新書<朝日新聞社>、2010年、217頁。
- 『中小不動産会社のための稼げる賃貸管理経営』<住宅新報社>
- 『損しない相続』朝日新書<朝日新聞社>、,2011年
- 『馬鹿に効く薬』<週刊住宅新聞社>、2013年
- 『マンガでわかる！初めての不動産投資』<住宅新報社>、2015年
- 『生島ヒロシの相続一直線』<週刊住宅新聞社>、2016年
- 『都市農地はこう変わる!』<プラチナ出版社>、2017年
- 『教訓』<プラチナ出版社>、2018年
- 『不動産投資　新プロの流儀』<プラチナ出版社>、2018年
- 『賃貸トラブル解決と手続きの方法』<プラチナ出版社>、2018年
- 『ポーチとピース とうしについてかんがえるえほん』<プラチナ出版>、2020年
- 『普通の人が億万長者になれる方法』、＜プラチナ出版＞、2023年